# 美國進步中心

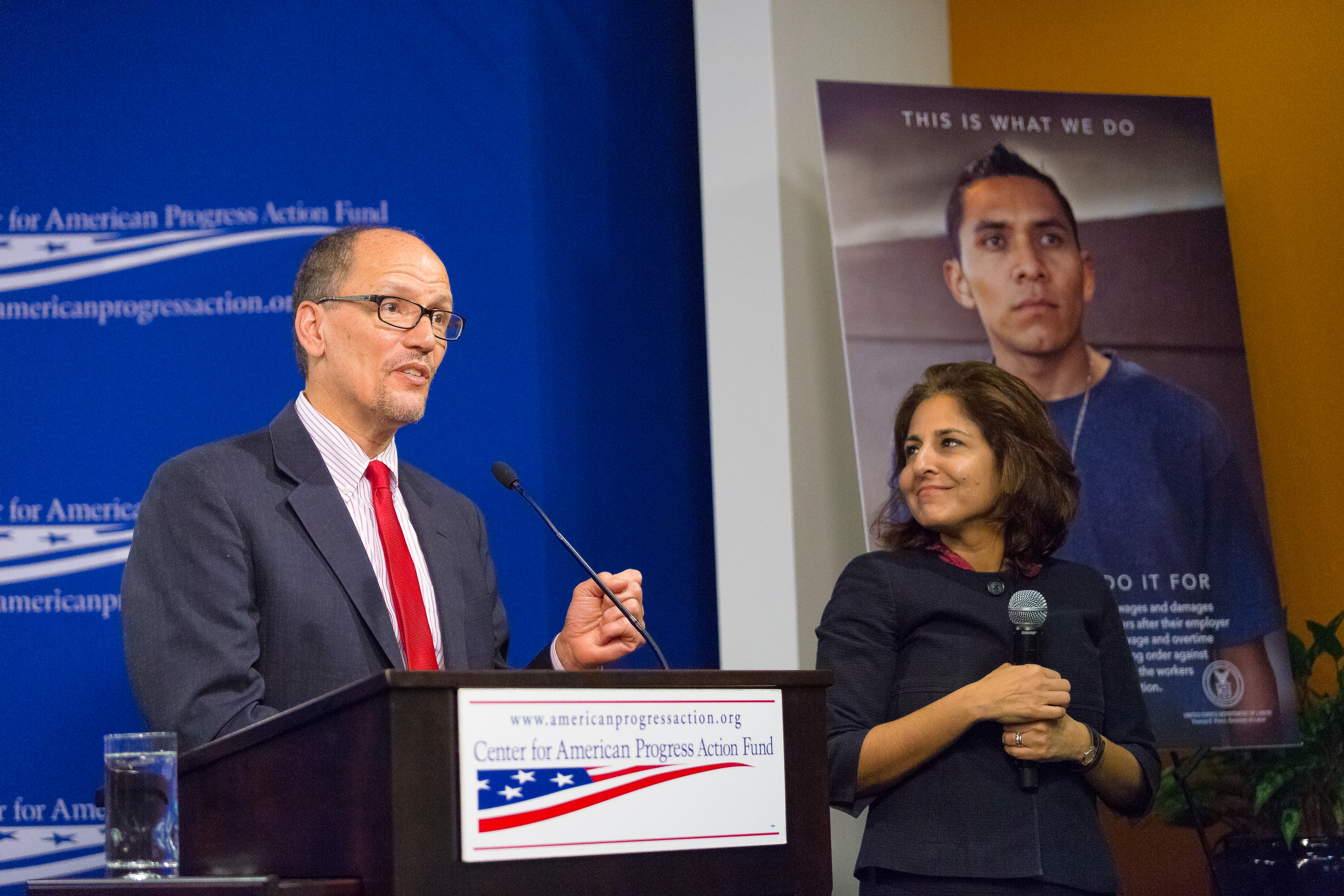
攝於2014年，湯姆·達施勒和尼拉·坦登。

美國進步中心是位於美國華盛頓哥倫比亞特區的公共政策研究中心與倡議智庫，對於經濟與社會議題採取自由主義觀點。現任主席為印度裔的民主黨員尼拉·坦登，曾服務於歐巴馬與喬·拜登競選團隊。

## 歷史
美國進步中心是成立於2003年的智庫，2011年華盛頓郵報文章指出美國進步中心為華盛頓首屈一指的自由派智庫，成為時任歐巴馬總統執政時重要的左右手。團隊資深成員來自雷根總統、柯林頓總統與歐巴馬總統等歷任總統的資深幕僚。
團隊協助民主黨眾議員約翰·穆爾沙擬定從伊拉克撤軍的移防計畫。

## 交流
2018年美國進步中心由湯姆·達施勒主席率6人訪問團訪問台灣，拜訪立法院長蘇嘉全，立法院副院長蔡其昌，立法委員蕭美琴、羅致政等人。10月16日於中華民國總統府，拜訪蔡英文總統。
2019年美國進步中心由湯姆·達施勒主席率團訪問台灣，主席與美國進步中心創辦人約翰·波德斯塔，營運長高登·葛雷等人與時任中華民國副總統的陳建仁在中華民國總統府會面討論台美合作事宜。

## 外部連結
Center for American Progress, (CAP) （页面存档备份，存于）
Foreign Policy and Security views of CAP （页面存档备份，存于）